# Windows Media Player
Windows Media Player is een mediaspeler voor Windows ontwikkeld door Microsoft. Deze software wordt gratis meegeleverd bij Windows, met Windows 8 is een vernieuwde versie van de mediaspeler uitgebracht, maar de oude Windows Media Player kan nog gratis gedownload worden via de instellingen app bij "Optionele software". Het is gratis beschikbaar voor de pocket-pc en Solaris. De Mac OS-versie is daarentegen niet meer gratis. Oudere versies van Windows Media Player voor Windows ME heetten simpelweg Mediaspeler.

## Dekkingsgraad
Ondanks dat Windows Media-speler met alle Windows-systemen wordt meegeleverd, is de dekkingsgraad van de meest moderne versie niet net zo hoog als de volledige Windows-marktpenetratie, voornamelijk wegens een langzamer migratietraject bij bedrijven. Het bedrijfsleven is immers goed voor 50% van de Windows-markt. Dankzij de betaalbare DRM-voorzieningen wordt Windows Media Player veel gebruikt in omgevingen waar afscherming van streaming content vereist is. Alleen voor Windows XP en Windows Vista (en Windows Server 2003) zijn officiële en moderne Windows Media-spelers beschikbaar. Microsoft heeft de ondersteuning van andere besturingssystemen en apparaten stopgezet, met als gevolg dat andere formaten zoals FLV en MP4 in populariteit winnen.

## Functies
- Een mediabibliotheek waarin mediabestanden kunnen worden geordend
- Een ripfunctie, waardoor de volledige cd-inhoud naar de computer kan worden gekopieerd in de vorm van MP3- of WMA-bestanden
- MP3- en WMA-bestanden op een audio-cd branden (wat op de schijf waarschijnlijk CDA-bestanden worden)
- Geluidsbestanden naar draagbare apparaten kopiëren
- DRM wordt ondersteund in recente versies

## Windows Media Player 12
Windows Media Player 12 is de recentste versie en kan gebruikt worden op Windows 7, Windows 8, Windows 8.1, Windows 10 en Windows 11. Deze versie maakt gebruik van ingebouwde codecs van Windows 7 waardoor er standaard ondersteuning is voor DivX, Xvid, MPEG4-AVC en AAC-formaten. MKV-containers kunnen afgespeeld worden door middel van een extra codec.
Het wordt aangeraden om codec packs te installeren die specifiek voor Windows 7 gemaakt zijn, omdat foute codecs installeren (bv Vista-codecs op Windows 7) kan leiden tot een verstoring van de codec-verzameling in het besturingssysteem waardoor er niets meer kan worden afgespeeld.

### Nieuw in WMP 12
- Standaard ondersteuning voor Divx, Xvid, MPEG4-AVC, MPEG-TS, AAC-audio en AC3-audio, door middel van ingebouwde codecs van Windows 7.
- Een gesplitst afspeel- en bibliotheekgedeelte
- .mov-bestandondersteuning (standaardformaat video's in QuickTime, een mediaspeler die ontwikkeld is door Apple)
- Door middel van extra codecs kunnen MKV-containers worden geopend.[4]
- Windows Media Player 12 is lichter van kleur en gebruiksvriendelijker gemaakt.
- De Advanced Tag Editor is verwijderd.

## Windows Media Player 11
Windows Media Player 11 is de mediaspeler voor Windows XP en Vista. Bij Vista werd hij standaard meegeleverd, met uitzondering van de N-versie. Op 17 mei 2006 kwam de bètaversie van dit programma uit, rond september in datzelfde jaar volgde ook de definitieve versie. WMP 11 was bedoeld als een "voorproefje" op Windows Vista, dat op 30 januari 2007 werd uitgebracht.

### Wijzigingen
Er zijn grote verschillen met WMP 10:
- Donkerdere interface dan de blauwe look van versie 10.
- De Windows werkbalk bovenaan het beeld is standaard uitgeschakeld om het programma overzichtelijker te maken.
- Het is nu ook mogelijk om muziek kopen bij de online muziekwinkels van MTV en URGE.

## Versiegeschiedenis
| Versie                                                              | Releasedatum                                                 | Laatste build     | Besturingssysteem                                            | Codenaam                                    |
| Microsoft Windows                                                   | Microsoft Windows                                            | Microsoft Windows | Microsoft Windows                                            | Microsoft Windows                           |
| ------------------------------------------------------------------- | ------------------------------------------------------------ | ----------------- | ------------------------------------------------------------ | ------------------------------------------- |
| Windows Media Player 12                                             | 17 oktober 2013                                              | 12.0.9600.16384   | Windows 10 Windows 8.1                                       |                                             |
| Windows Media Player 12                                             | 26 oktober 2012                                              | 12.0.9200.16384   | Windows 8                                                    |                                             |
| Windows Media Player 12                                             | 22 oktober 2009                                              | 12.0.7600.16667   | Windows 7                                                    |                                             |
| Windows Media Player 11                                             | 30 oktober 2006                                              | 11.0.6001         | Windows Server 2008 Windows Vista Windows XP SP2 of later    | Polaris (Windows XP) Aurora (Windows Vista) |
| Windows Media Player 10                                             | 12 oktober 2004                                              | 10.00.00.4074     | Windows Server 2003 Windows XP                               | Crescent                                    |
| Windows Media Player 9 Series                                       | 27 januari 2003                                              |                   | Windows XP Windows 2000 Windows Me Windows 98 SE             | Corona                                      |
| Windows Media Player for Windows XP (Versie 8)                      | 25 oktober 2001                                              |                   | Windows XP                                                   |                                             |
| Windows Media Player 7.1                                            | 16 mei 2001 (95, 98, Me, NT 4.0 en 2000)                     | 7.1               | Windows 95 Windows 98 Windows Me Windows NT 4.0 Windows 2000 |                                             |
| Windows Media Player 7.0                                            | 17 juli 2000 (95, 98, NT 4.0 en 2000) 14 september 2000 (Me) | 7.0               | Windows 95 Windows 98 Windows Me Windows NT 4.0 Windows 2000 |                                             |
| Windows Media Player 6.4                                            | 22 november 1999                                             | 6.4.09.1130       | Windows 95 Windows 98 Windows NT 4.0 Windows 2000 Windows XP |                                             |
| Windows Media Player 6.1                                            | 25 juni 1998                                                 |                   | Windows 95                                                   |                                             |
| Windows CE / Windows Mobile / Pocket PC / Andere handheld apparaten |                                                              |                   |                                                              |                                             |
| Windows Media Player 11                                             | 2008                                                         |                   | Windows Mobile 6.1 Windows Mobile 7                          |                                             |
| Windows Media Player 10                                             | 9 mei 2005                                                   |                   | Windows Mobile 5.0 Windows Mobile 6.0                        |                                             |
| Windows Media Player 9 Series                                       | 23 juni 2003                                                 |                   | Windows Mobile 2003                                          | Corona                                      |
| Windows Media Player 8                                              | juni 2002                                                    |                   | Pocket PC (Ver. 2002 and Ver. Smartphone)                    |                                             |
| Windows Media Player 7                                              | 12 december 2000                                             |                   | Pocket PC                                                    |                                             |
| Windows Media Player 1.2                                            | juli 2000                                                    |                   | Palm-size PC                                                 |                                             |
| Windows Media Player                                                | april 2000                                                   |                   | Handheld PC                                                  |                                             |
| Mac OS                                                              |                                                              |                   |                                                              |                                             |
| Windows Media Player 9 Series                                       | 7 november 2003                                              |                   | Mac OS X                                                     | Corona                                      |
| Windows Media Player 7                                              | 24 juli 2001                                                 | 7.0.1             | Mac OS 8 Mac OS 9                                            |                                             |
| Windows Media Player 6.3                                            | 17 juli 2000                                                 |                   | Mac OS 7 Mac OS 8                                            |                                             |
| Solaris                                                             |                                                              |                   |                                                              |                                             |
| Windows Media Player 6.3                                            | 17 juli 2000                                                 |                   | Solaris                                                      |                                             |